# Охрименко, Николай Иосифович
Николай Иосифович Охрименко (1918—1978) — полковник Советской Армии, участник Великой Отечественной войны, Герой Советского Союза (1943).

## Биография
Родился 19 декабря 1918 года в селе Юнаковка (ныне — Сумский район Сумской области Украины). После окончания шести классов школы и школы фабрично-заводского ученичества работал сначала на металлургическом заводе, затем на родине. В 1943 году Охрименко был призван на службу в Рабоче-крестьянскую Красную Армию. С марта того же года — на фронтах Великой Отечественной войны. В боях два раза был ранен.
К сентябрю 1943 года сержант Николай Охрименко командовал пулемётным расчётом 465-го стрелкового полка 167-й стрелковой дивизии 38-й армии Воронежского фронта. Отличился во время битвы за Днепр. В ночь с 29 на 30 сентября 1943 года расчёт Охрименко переправился через Днепр и принял активное участие в боях за захват и удержание плацдарма на его западном берегу, лично уничтожив пулемётную точку противника. 12 октября 1943 года в бою у села Лютеж Вышгородского района Киевской области Украинской ССР Охрименко получил ранение, но продолжал сражаться.
Указом Президиума Верховного Совета СССР от 13 ноября 1943 года за «мужество и отвагу, проявленные при форсировании Днепра и удержании плацдарма на правом берегу реки» сержант Николай Охрименко был удостоен высокого звания Героя Советского Союза с вручением ордена Ленина и медали «Золотая Звезда» за номером 3271.
После окончания войны Охрименко продолжил службу в Советской Армии. В 1948 году он окончил Кронштадтское военно-морское техническое училище. В 1975 году в звании полковника Охрименко был уволен в запас. Проживал и работал в Киеве. Умер 28 января 1978 года, похоронен на Байковом кладбище Киева.
Был также награждён орденом Красной Звезды и рядом медалей.